# Die Bücherdiebin (Film)
Die Bücherdiebin (Originaltitel: The Book Thief) ist ein US-amerikanisch-deutsches Filmdrama des Regisseurs Brian Percival aus dem Jahr 2013 mit Sophie Nélisse in der Hauptrolle. Es handelt sich um eine Literaturverfilmung des Romans Die Bücherdiebin von Markus Zusak.

## Handlung
Als Off-Stimme erzählt der Tod rückblickend, wie im April 1938 die neunjährige Liesel Meminger sein Interesse geweckt hatte. Auf einer Zugfahrt mit ihrer Mutter und ihrem jüngeren Bruder stirbt dieser. Bei der Beerdigung findet Liesel neben dem Grab ein Buch, es ist ein Handbuch für Totengräber. Liesel kommt dann zu ihren Pflegeeltern Hans und Rosa Hubermann, weil ihre Mutter, eine Kommunistin, in Gefahr gerät.
Im neuen Zuhause beeindruckt sie den Nachbarsjungen Rudi Steiner. Er begleitet sie an ihrem ersten Schultag. Als die Lehrerin Liesel bittet, ihren Namen an die Tafel zu schreiben, kann sie nur drei X malen, denn sie kann weder schreiben noch lesen. Von den Schulkameraden wird sie daraufhin mit „Dummkopf“ gehänselt. Liesel wehrt sich aber. Rudi und sie werden Freunde. Als ihr Pflegevater Hans merkt, dass Liesel nicht lesen kann, bringt er ihr mithilfe des Totengräber-Buchs das Lesen bei. Liesel wird von da an verrückt nach Büchern und liest alles, was sie in die Finger bekommen kann.
Liesel und Rudi kommen in die Hitlerjugend und werden bei einer Bücherverbrennung der Nazis gezwungen, Bücher ins Feuer zu werfen. Als die Menschenmenge sich verlaufen hat, nimmt sie ein nicht verbranntes Buch an sich und wird dabei von Ilsa Hermann, der Frau des Bürgermeisters, beobachtet. Hans erfährt, dass Liesel ein Buch mitgenommen hat, und schärft ihr ein, niemandem davon zu erzählen.
Eines Tages muss Liesel die frische Wäsche beim Bürgermeister abliefern. Sie erkennt die Frau wieder, die sie beim Scheiterhaufen beobachtet hatte, und hat Angst, verraten zu werden. Doch Frau Hermann zeigt ihr die Bibliothek des Hauses und sagt ihr, sie könne jederzeit vorbeikommen und so viel lesen, wie sie wolle. Sie hatte im Ersten Weltkrieg ihren Sohn verloren, der nie gefunden wurde, und scheint deshalb eine Beziehung zu Liesel aufzubauen. Der Bürgermeister entlässt Rosa Hubermann als Wäscherin des Hauses, wegen der Situation, die sich zuspitzt. Doch Liesel „leiht“ weiterhin Bücher aus der Bibliothek des Bürgermeisters aus, indem sie durch ein Fenster ins Haus klettert.
Es folgen die Novemberpogrome mit schwerer bis tödlicher Gewalt gegen Juden. Max Vandenburg und seine Mutter sind in Gefahr und bekommen von einem Freund den Hinweis, dass nur einer von beiden flüchten kann. Die Mutter drängt Max zu gehen. Er findet Unterschlupf bei den Hubermanns; Max’ Vater rettete im Ersten Weltkrieg Hans das Leben. Anfangs darf Max in Liesels Zimmer bleiben, wo er sich erholen kann. Die beiden werden Freunde und hassen beide Hitler; Liesel beschuldigt Hitler, ihr die Mutter genommen zu haben.
Der Zweite Weltkrieg beginnt. Max zieht in den Keller um, wo er sich mehr bewegen kann, doch dort ist es sehr kalt und Max wird lebensgefährlich krank. Liesel hilft ihm, gesund zu werden, indem sie ihm in jeder freien Minute vorliest.
Als Liesel eines Tages wieder ein Buch aus dem Haus des Bürgermeisters „ausleiht“, folgt ihr Rudi. Er entdeckt das Geheimnis der Bücher und das Geheimnis von Max, dessen Name auf einem Tagebuch steht, das er Liesel zu Weihnachten schenkte. Rudi vermutet, dass die Hubermanns jemanden verstecken, und er schwört Liesel, keinem etwas davon zu sagen. Sein Schulkamerad Franz Deutscher hört zufällig Rudis letzte Worte und versucht mit Gewalt, Rudi das Geheimnis zu entlocken. Doch Rudi wirft das Notizbuch in den Fluss. Als Franz weg ist, springt Rudi in das eisige Wasser und rettet das Buch. Liesel erkennt, dass sie Rudi vertrauen kann.
Bald darauf verlangt ein Mann der NSDAP-Ortsgruppe, den Keller im Haus der Hubermanns zu inspizieren. In aller Eile wird Max versteckt. Der Mann schaut sich im Keller um und erklärt dann, man habe geprüft, ob der Keller als Luftschutzkeller geeignet sei.
Hans erlebt eines Tages, wie ein jüdischer Nachbar und Freund von der Polizei abgeholt wird. Hans versucht dem Polizisten zu erklären, dass der Mann ein guter Deutscher sei, und der Mann sagt, dass sein Sohn im Krieg für Deutschland kämpfe. Er wird trotzdem weggeführt, und der Polizist notiert sich Hans’ Personalien. Hans begreift seinen Fehler; seine Familie ist jetzt im Visier der Gestapo. Er berät sich in der Familie, und Max wird klar, dass er fliehen muss, um die Hubermanns zu schützen. Hans erhält kurz darauf einen Einberufungsbescheid als Luftschutzmann und verlässt das Haus.
Auf dem Heimweg von der Schule sieht Liesel eines Tages eine Gruppe Juden, die durch die Stadt marschieren, und meint, unter ihnen Max gesehen zu haben. Sie ruft seinen Namen, rennt durch die Reihen. Ein SS-Mann wirft sie zweimal zu Boden, ehe sie aufgibt und Rosa sie nach Hause begleitet.
Hans wird bei einem Unfall verletzt, als der Lkw mit den Luftschutzmännern wegen eines platzenden Reifens in voller Fahrt umkippt. Er kehrt nach Hause zurück, und für kurze Zeit ist die Familie wieder vereint. Hans erfährt von dem mutigen Verhalten seiner Pflegetochter und ist stolz auf sie. Eines Nachts erlebt die Kleinstadt einen unerwarteten Bombenangriff, die Luftschutzsirenen fallen aus. Hans, Rosa und Rudis Familie kommen im Bombenhagel um; nur Rudis Vater, der eingezogen war, bleibt verschont. Liesel überlebt, weil sie im Keller beim Tagebuchschreiben eingeschlafen war. Der schwerverletzte Rudi wird von Nachbarn auf die Straße getragen. Er will Liesel sagen, dass er sie liebt, doch er stirbt, bevor er den Satz zu Ende sprechen kann. Liesel fleht ihn an, nicht zu sterben, und gibt ihm den Kuss, den er immer von ihr haben wollte, aber da ist Rudi bereits tot. In dieser Szene hört man wieder die Stimme des Todes, der erzählt, wie er die Seelen der Toten bekam. Ein Helfer hebt die ohnmächtige Liesel auf und legt sie auf eine Tragbahre. Als sie zu sich kommt, stößt sie im Schutt auf ein Buch und nimmt es an sich. Dann sieht sie, wie der Bürgermeister und Ilsa im Auto ankommen. Liesel rennt auf Ilsa zu und umarmt sie.
Zwei Jahre später sieht man Liesel nach dem Einmarsch der Amerikaner, wie sie im Schneidergeschäft von Rudis Vater arbeitet, und Max kommt herein. Als Liesel ihn sieht, ist sie überglücklich, dass er überlebt hat und zurückgekommen ist, und umarmt ihn.
In der Schlussszene spricht wieder der Tod über Liesels Leben und ihren Tod als 90-Jährige, erwähnt ihren Ehemann, ihre Kinder und Enkel, während die Kamera durch Liesels modernes Apartment in New York fährt und auf Fotos und einem Porträt von Liesel verharrt. Der Erzähler sagt nicht, mit wem Liesel verheiratet war, aber er deutet an, dass sie Schriftstellerin war. Der Tod merkt noch an, er habe in all den Jahren viel Gutes und viel Schlechtes gesehen, doch Liesel sei einer der wenigen Menschen gewesen, bei denen er sich gefragt habe, wie es denn sei, das Leben zu leben. Am Ende gebe es aber keine Worte, nur Frieden. Abschließend betont der Tod, dass es für ihn nur die eine Wahrheit gebe, dass er sich „von den Menschen verfolgt“ fühle.

## Hintergrund
Es handelt sich um eine amerikanisch-deutsche Koproduktion. An der Realisierung des Films waren die Filmproduktionsgesellschaften Fox 2000 Pictures und Studio Babelsberg beteiligt.
Die Dreharbeiten zu Die Bücherdiebin fanden vom 28. Februar bis zum 15. April 2013 auf dem Gelände von Studio Babelsberg in Potsdam statt. Es entstanden dort diverse Innensets und ein historischer Eisenbahnwaggon in den Studiohallen. Außerdem wurde in den Außenkulissen des Studios gedreht, so zum Beispiel in der „Berliner Straße“, die noch einen ganzen Parallel-Straßenzug – die komplette Himmelsstraße inklusive des Gebäudes, in dem Liesel wohnt – bekam. Einige wenige Szenen entstanden zusätzlich im sächsischen Görlitz.
Der Film wurde erstmals am 3. Oktober 2013 auf dem Mill Valley Film Festival, USA, dem Publikum präsentiert. Der Start in ausgewählten Kinos in den USA war am 8. November 2013. Ab dem 27. November 2013 wurde Die Bücherdiebin in den gesamten Vereinigten Staaten gezeigt. Die deutsche Premiere fand am 23. Januar 2014 im Berliner Zoopalast statt, bundesweiter Kinostart in Deutschland erfolgte am 13. März 2014.
Während in der englischsprachigen Fassung des Films Roger Allam dem in der Geschichte nicht sichtbaren, sondern immer nur aus dem Off zu hörenden Erzähler seine Stimme gibt, tut dies in der deutschen Version Ben Becker.

## Rezeption
Der Film Die Bücherdiebin wurde unterschiedlich bewertet. Auf der Website Rotten Tomatoes erreichte der Film bei 48 Prozent der Rezensenten eine positive Bewertung. Auf den Seiten der Internet Movie Database erhielt der Film 7,5 von 10 erreichbaren Punkten. Die dazugehörigen Kritiken sind überwiegend positiv.
Die Frankfurter Rundschau kritisiert in ihrer Filmrezension die „seltsam fad wirkenden Straßenszenen und Schulsituationen“. Die Straßen würden leer und rein scheinen, auch wenn sie bevölkert seien. Die Bücherverbrennung sei nicht nur „historisch zu spät angesetzt“, sondern wirke auch „steril und befremdet“. Vor allem die Verwendung des Englischen in Büchern und bei Handgeschriebenem – ein Zugeständnis an das internationale Publikum – irritiere und schaffe Distanz. Auch die Produktplatzierung in der Schlussszene wirke unangenehm; der Film sei auf Dauer eher ermüdend als berührend. Positiv hervorgehoben werden jedoch die filmisch eindringlich gestalteten Begegnungen zwischen den Personen in dem Haus.
In der Filmkritik der Frankfurter Allgemeinen Zeitung heißt es, die Bilder des Filmes seien „sorgsam komponiert“, die Hakenkreuzfahnen gäben „rote Farbtupfer in einer sonst grauen Straße“ ab und die kleine Liesel sei ebenso wie ihr Freund Rudi von „engelhafter Schönheit“. Angesichts der erlesenen Bilder nehme man jedoch der Stadt den Dreck und den Schutt nicht ab und die Kulissen würden daher künstlich wirken. Durch diese Stilisierung gehe eine wesentliche Dimension der Vorlage verloren, da dieser „platten Glorifikation des Lesens eine differenzierte Darstellung“ fehle. Die Rolle des Todes werde im Film „derart marginalisiert, dass sein plötzliches Auftreten am Filmende auf einmal völlig deplaziert“ wirke. Kritisiert wird ebenso, dass der Film den Zuschauern nichts zutraue und sie daher schließlich auch nicht anspreche.
Der Spiegel rügt in seiner Rezension des Films den allzu versöhnlichen Tonfall des Films, der „mit heimeligen Gold- und Brauntöne[n] von Florian Ballhaus’ Kamera und der gepflegten Inszenierung von Bombenopfern und Juden-Transporten“ das Kriegsgrauen nur gedämpft wiedergebe und daran scheitere, die literarische Vorlage Zusaks angemessen zu übersetzen. Die Gräuel des Zweiten Weltkriegs würden hier „im Hollywood-Kino einer romantisch angehauchten Bildsprache anheimfallen“. Der Film von Brian Percival bemühe sich nicht, die „feine Balance zwischen Abstand und Nähe“ in Zusaks Buch abzubilden; er gebe sich mit dem Tröstlichen zufrieden.
Die Süddeutsche Zeitung schreibt in ihrer Filmkritik, der Regisseur Brian Percival habe zwar aus der Bücherdiebin einen „soliden, konventionellen Film“ gemacht; die Verfilmung wäre jedoch vermutlich mitreißender geworden, wenn er versucht hätte, mehr aus der Erzählerperspektive des Todes oder aus den Dorf-Nazis herauszuholen.
Hans Schifferle von epd Film vergab 3 von 5 Sternen. Es gebe zwar „großartige Kranfahrten“, „eine bombastische Musik“, „einen Klangteppich der Emotionen“ und „ein aufwendiges Produktionsdesign“. Und trotzdem wirke „dieses internationale Kinohandwerk, das auf starke Gefühle abzielen“ wolle, „auf einmal kraftlos und vergeblich und sogar falsch: als hätte sich ein filmischer Zuckerguss über die Erinnerung an die NS-Zeit und den Holocaust gelegt.“

## Auszeichnungen
AACTA International Awards 2014
- Nominierung in der Kategorie Bester Nebendarsteller für Geoffrey Rush

British Academy Film Awards 2014
- Nominierung in der Kategorie Beste Filmmusik für John Williams

Critics’ Choice Movie Awards 2014
- Nominierung in der Kategorie Beste Jungdarstellerin für Sophie Nélisse

Golden Globe Awards 2014
- Nominierung in der Kategorie Beste Filmmusik für John Williams

Oscarverleihung 2014
- Nominierung in der Kategorie Beste Filmmusik für John Williams

Phoenix Film Critics Society Awards 2013
- Gewonnen in der Kategorie Best Performance by a Youth in a Lead or Supporting Role – Female für Sophie Nélisse

Satellite Awards 2014
- Gewonnen in der Kategorie Bester Newcomer für Sophie Nélisse
- Nominierung in der Kategorie Beste Nebendarstellerin für Emily Watson
- Nominierung in der Kategorie Beste Filmmusik für John Williams

Spotlight Award / Hollywood Film Festival 2013
- Gewonnen – Sophie Nélisse[15]

Deutsche Film- und Medienbewertung
- Prädikat „besonders wertvoll“[16]

## Synchronisation
| Rolle                 | Darsteller          | Synchronsprecher      |
| --------------------- | ------------------- | --------------------- |
| Hans Hubermann        | Geoffrey Rush       | Wolfgang Condrus      |
| Rosa Hubermann        | Emily Watson        | Sabine Falkenberg     |
| Liesel Meminger       | Sophie Nélisse      | Vanessa Stuckenberger |
| Max Vandenburg        | Ben Schnetzer       | Jacob Weigert         |
| Rudi Steiner          | Nico Liersch        | Nico Liersch          |
| Alex Steiner          | Oliver Stokowski    | Oliver Stokowski      |
| Bürgermeister Hermann | Rainer Bock         | Rainer Bock           |
| Ilsa Hermann          | Barbara Auer        | Barbara Auer          |
| Liesels Mutter        | Heike Makatsch      | Heike Makatsch        |
| Wolfgang              | Matthias Matschke   | Matthias Matschke     |
| Erzähler, Tod         | (Roger Allam)       | Ben Becker            |
| Jürgen                | Carl-Heinz Choynski | Carl-Heinz Choynski   |

Die Synchronisation führte die RC Production Kunze & Wunder GmbH & Co. KG in Berlin durch. Das Dialogbuch führte Jan Odle, die Dialogregie Christoph Cierpka.